# Bidens pilosa
La chipaca, chirato, amor seco, aceitilla, masiquía, pacunga, sillcao, cadillo, mozote, mozoquelite o romerillo (Bidens pilosa) es una especie de planta perteneciente a la familia Asteraceae. Es considerada una mala hierba en algunos hábitats tropicales. Sin embargo, en algunas partes del mundo es una fuente de alimento. Es originaria de Sudamérica y tiene una distribución cosmopolita.

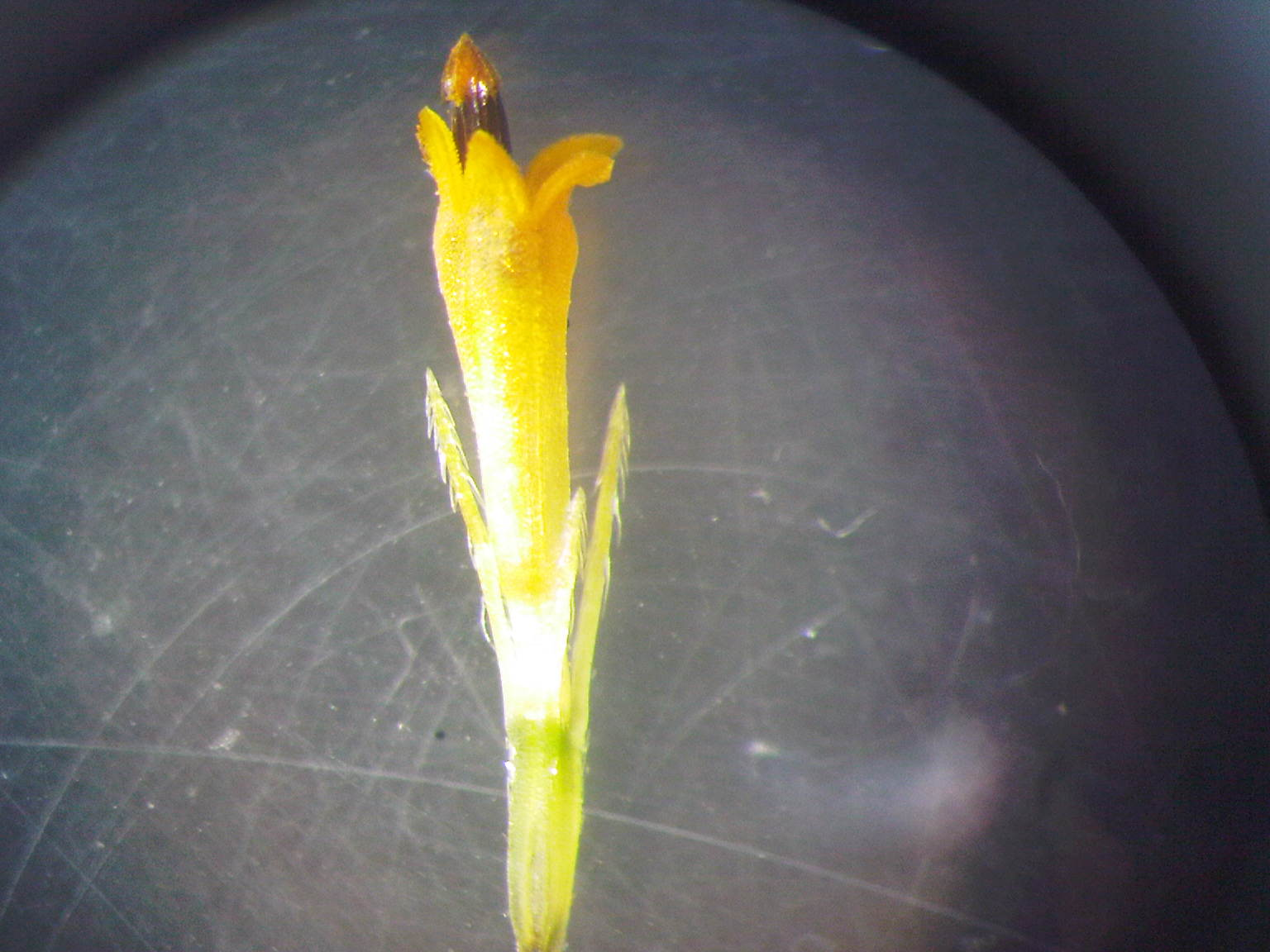
Flor ampliada (inflorescencia) con un microscopio estereoscópico.

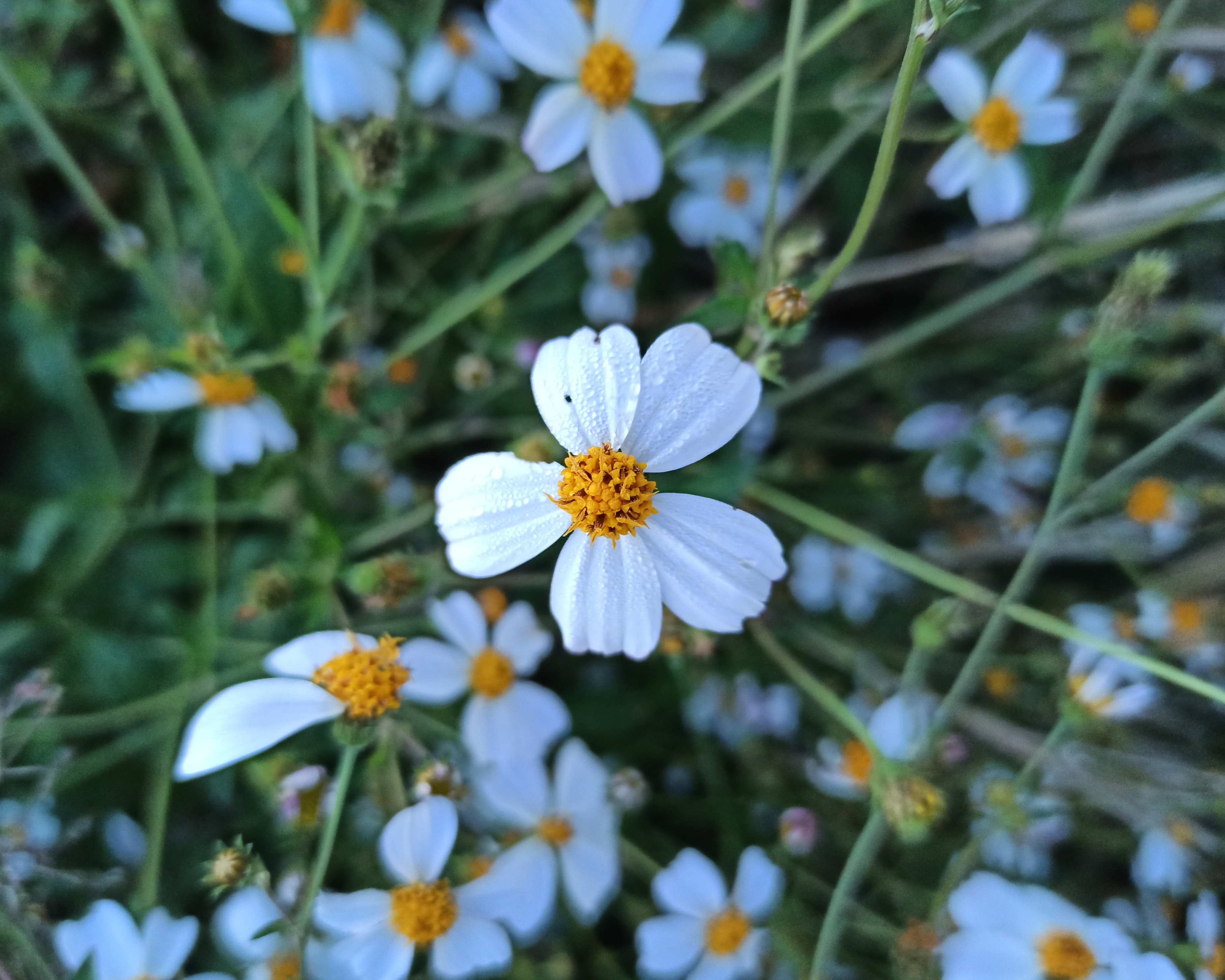
Detalle de la inflorescencia

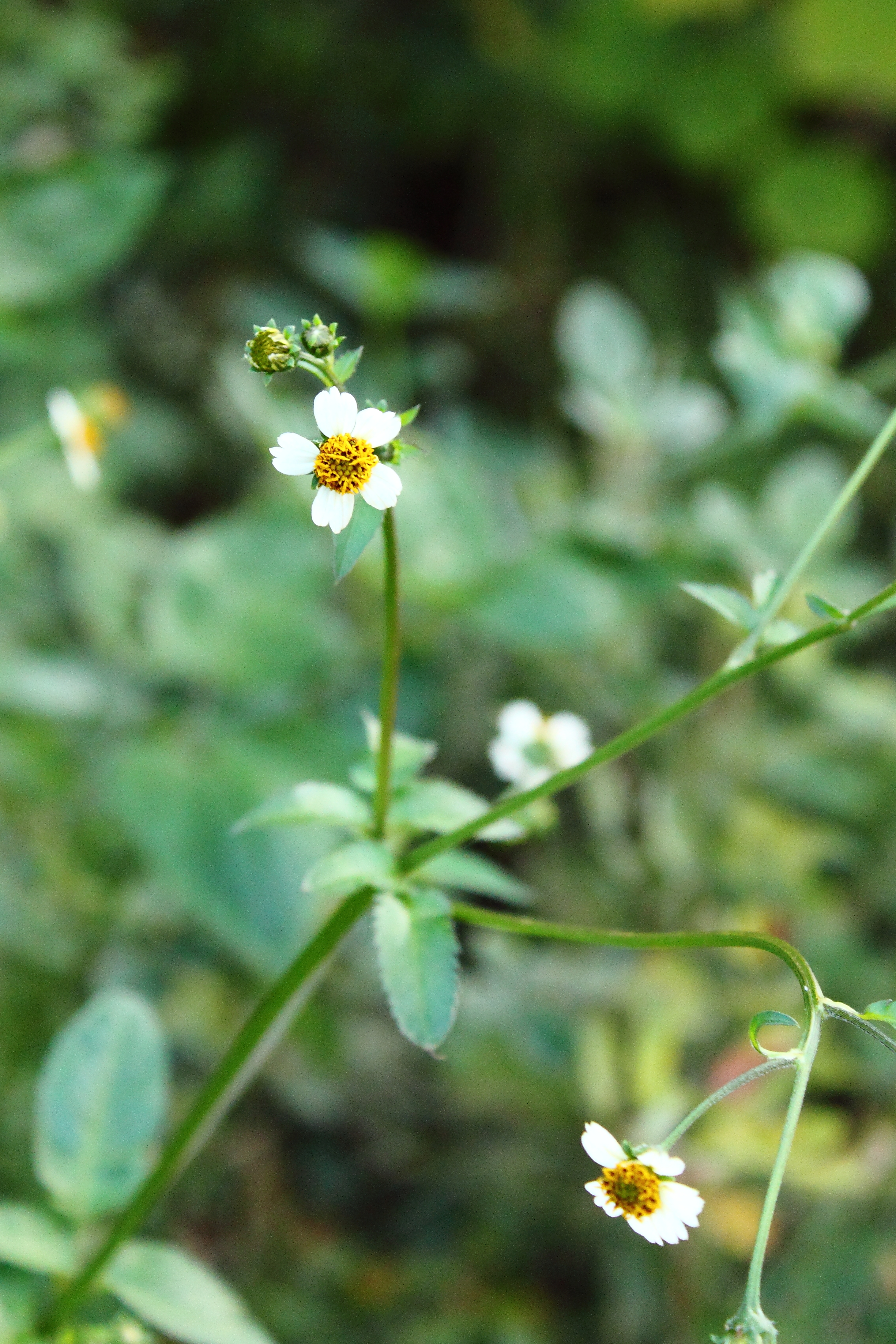
Vista de parte de la planta

## Descripción
La flor que se aprecia a primera vista es en realidad un tipo de inflorescencia conocida como capítulo, las flores del disco son fértiles y de color amarillo (parte central de la inflorescencia), las flores de la periferia son estériles y de color blanco. 
Los frutos son de color negro (aquenios) y  se adhieren a la ganadería y los seres humanos por medio de unos ganchos.

## Propiedades
En la medicina tradicional china es llamada xian feng cao (en chino, 咸豐草). [cita requerida]
Indicaciones: es colerético, antiulceroso, antifúngico, antibacteriano. [cita requerida]
En Durango el cocimiento de sus hojas y tallos se utiliza para descogestionar los riñones y la vejiga, bajar la fiebre y la inflamación de estómago y para tratar problemas pulmonares. 
En Veracruz se toma infusión para subir las plaquetas cuando se padece dengue.
En Cuba se usa la infusión para limpiar la garganta de amigdalitis, para matar la bacteria que produce la gastritis. El jugo del tallo y hojas machacados con miel de abeja se usa para quitar estomatitis y amigdalitis. La infusión también se usa para desinflamar cornetes y adenoides en la nariz. [cita requerida]

## Taxonomía
Bidens pilosa fue descrita por Carolus Linnaeus y publicado en Species Plantarum 2: 832. 1753.
Citología
Número de cromosomas de Bidens pilosa (Fam. Asteraceae) y táxones infraespecíficos: n=36
Etimología
Ver: Bidens
pilosa: epíteto latino que significa "con pelos".
Sinonimia
| - Bidens adhaerescens Vell. - Bidens alausensis Kunth - Bidens alba (L.) DC. - Bidens alba var. radiata (Sch.Bip.) R.E.Ballard - Bidens chilensis DC. - Bidens hirsuta Nutt. - Bidens hispida Kunth - Bidens leucantha (L.) Willd. - Bidens leucantha fo. discoidea Sch. Bip. - Bidens leucantha var. pilosa (L.) Griseb. - Bidens leucanthema (L.) Willd. - Bidens montaubani Phil. - Bidens odorata Cav. - Bidens reflexa Link - Bidens scandicina Kunth - Bidens sundaica var. minor Blume - Centipeda minuta (G.Forst.) C.B.Clarke - Centipeda orbicularis Lour. - Coreopsis leucantha L. - Kerneria pilosa (L.) Lowe - Kerneria pilosa var. discoidea (Sch. Bip.) Lowe - Myriogyne minuta (G. Forst.) Less. |

## Nombres comunes
- Castellano: acetillo, amor seco, amorsecano, morsécalo,[7] arponcito, asta de cabra, bidente piloso, cacho de cabra, cadillo, hierba amarilla, masquia, mazote, mozote, muni muni, muriseco, papunga, papunga chipaca, pega-pega, perca, rosilla, romerillo, sirvulaca, brujilla.
- Romerillo blanco de Cuba, té de México, té de Veracruz[8]